# Louis Corte
Pour les articles homonymes, voir Corte (homonymie).
Louis Corte, alias Louis Element, né le 16 septembre 1966[réf. nécessaire] à Metz (Moselle), est un auteur-compositeur, disc jockey, et producteur de musique français. Depuis le début de sa carrière en 1994, il a accumulé plusieurs disques d'or et de platine en France et à l’étranger.

## Biographie
C'est en tant qu’animateur radio, journaliste puis disc jockey (DJ) qu’il découvre très jeune l'electro-funk, le disco, la new wave puis la house music et la techno. Des rythmes qui baignent son adolescence de saveurs anglo-saxonnes. Un début de carrière prometteur l’amène en 1994 à s’installer dans la capitale, où il écrit alors des tubes pour Roman Photo (dont il est le chanteur "lead"), B-One, Indra, Black Project (en co-production avec Claude François jr), Alliage, Nadiya, Larusso, le disque d'or d'Allan Theo (Emmène-moi) et bien d’autres… Il décide ensuite de partir découvrir l’Amérique du sud, avant de s’installer brièvement au Brésil puis enfin aux États-Unis (Kansas).
Louis Corte alias "Louis Element" ou "Luigi Confortini"  écrit et réalise seul en 2009 Mathilde A. et sa version anglaise Matilda (400 000 vues sur Youtube) sa vision pop de la musique « dance floor », cross-over et catchy. « On doit pouvoir danser sur mes titres en club, et les chanter sous la douche » dit-il souvent.
En 2011, son titre Vamos A La Playa est repris avec succès par la chanteuse néerlandaise Loona (100 000 000 de vues sur Youtube), le titre se place en tête des ventes de singles en Europe du Nord puis en France ; déjà en 1999 ce titre avait atteint le top 5 des singles en Italie (9 semaines Top 1), en Australie (Top 3), aux Pays-Bas (Top 5), et au Canada (Top 2).
En 2016, la production hollywoodienne Dirty Grandpa (Dirty Papy) mettant à l'affiche Robert de Niro et Zac Efron incorpore un extrait du titre "Vamos A La Playa" interprété par Loona.

## Discographie (extraits)
- Sounds of summer, Partie time, Tout le monde groove, cool baby cool (Roman photo / EMI / Universal Music) 2 fois numéro 1 des clubs en France (mediacontrol).
- The rhythm, Can't stop the boogie, It's a shame, the future, play the game, Voyage voyage, celebrate the music (B-One / Polygram / Universal) 1 fois numéro 1 des clubs en France (mediacontrol)
- Everybody , Don't cry baby (Black project / Universal Music) Numéro 2 des clubs en France[2]
- Emmène-moi (Allan Théo/ EMI) numéro 2 des ventes en France (1998)
- Burning up (Direct 2 Dance)[3]
- Comme 1 refrain (Alliage / Universal Music)
- Be my lover - Alex goes to cleveland remix - (La Bouche / BMG)
- Take my hand, I wanna see you (Rozlyne Clarke / ARS)
- Entre nous (Larusso / EMI)
- J'te dis Bye bye (Nadiya / Sony Music)
- Tell me how (Indra feat. Louis Element)
- Vamos a la playa (Miranda / EMI)
- Mathilde A (Louis Corte / Universal Music / AT-WORK Records) 26ieme au top 50 singles snep le 15/02/2010.
- Vamos a la playa (Loona) (2011)